# Santa Silvia
Santa Silvia är en kyrkobyggnad och titelkyrka i Rom, helgad åt den heliga Silvia, mor till Gregorius den store. Kyrkan är belägen vid Largo di Santa Silvia i quartiere Portuense och tillhör församlingen Santa Silvia.

## Historia
Kyrkan uppfördes åren 1966–1968 efter ritningar av arkitekten Francesco Fornari. Kyrkan konsekrerades år 1968 av biskop Filippo Pocci.
Fasaden har en monumental portik med fyra betongpelare. Själva fasadytan har parvis ställda betongpelare, vilka flankerar en långsmal glasmålning. 
Interiörens grundplan har formen av ett latinskt kors. Absiden domineras av en gigantisk mosaiken, utförd av syster Agar Loche. Denna mosaik framställer Jungfru Maria och aposteln Johannes i tillbedjan inför den korsfäste Jesus Kristus. Därunder ses de heliga Silvia och Gregorius den store samt påvarna Johannes XXIII, Paulus VI, Johannes Paulus II och Benedikt XVI.

## Titelkyrka
Kyrkan stiftades som titelkyrka av påve Johannes Paulus II år 2001.
Kardinalpräster
- Jānis Pujats: 2001–

## Bilder
| - Absidmosaiken. - Kyrkan Santa Silvia vid Largo di Santa Silvia på en karta från år 2019. |